# Buddismo in Cambogia

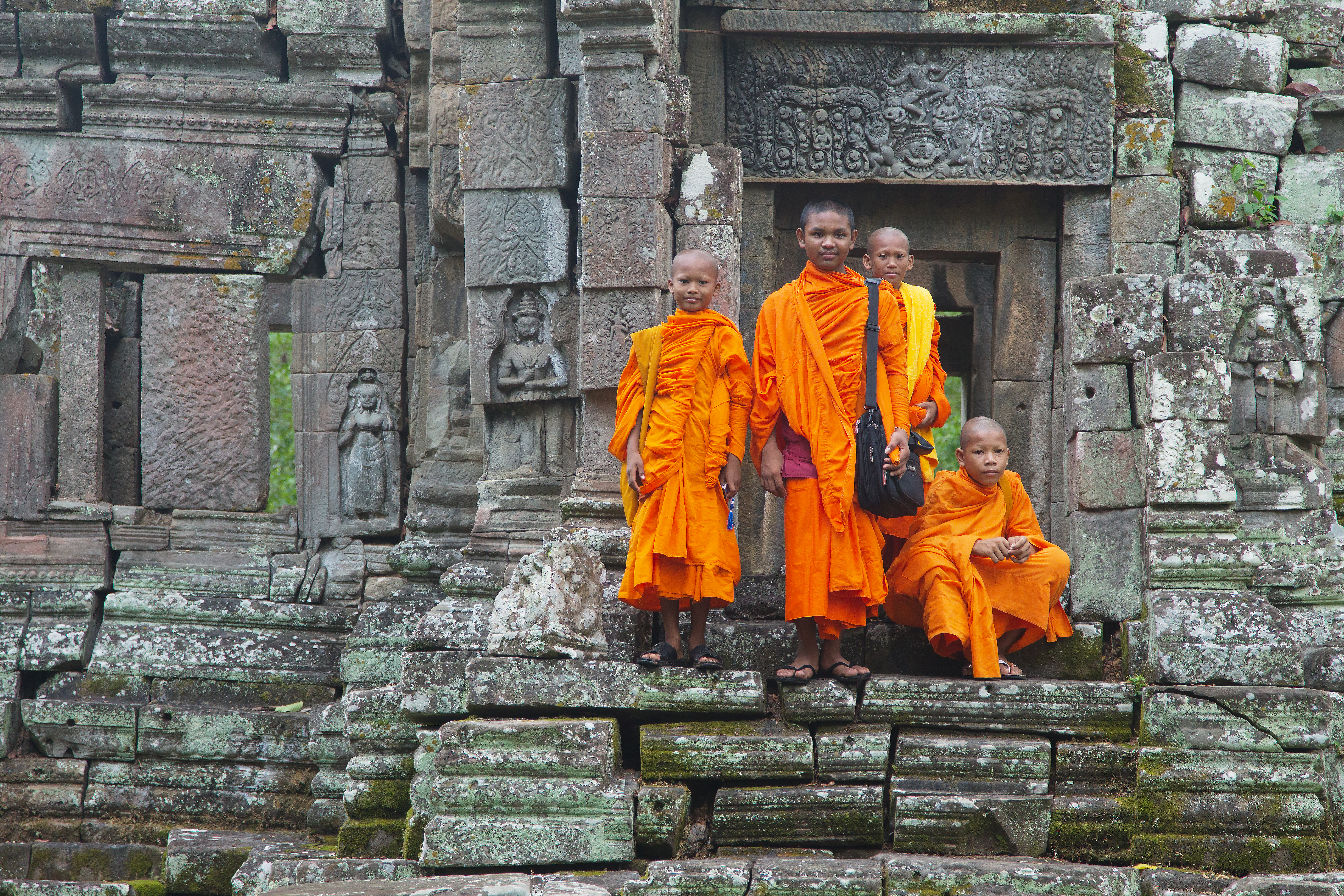
Monaci adolescenti cambogiani.

Il buddismo in Cambogia è attualmente una forma del veicolo Theravada. La fede buddhista esiste in territorio cambogiano almeno dal V secolo e nella sua forma precedente era di tipo Mahayana. Il buddismo Theravada è la religione di stato in Cambogia almeno dal XIII secolo (ad eccezione del periodo della dittatura dei Khmer rossi ed è attualmente stimata essere la fede del 95% della popolazione.
La storia del buddismo in Cambogia si estende attraverso un certo numero di regni ed imperi successivi. Il buddismo penetrò in Cambogia tramite due differenti correnti; le prime forme di buddismo, insieme a forti influenze indù, entrarono e si svilupparono nel regno di Funan con i commercianti indiani che ivi giunsero. Nella storia più tarda, un secondo flusso buddhista è arrivato alla cultura Khmer durante l'impero di Angkor, quando venne assorbito dalle varie tradizioni dei Mon (gruppo etnico) durante il periodo Dvaravati ed il regno Haripunchai.
Per i primi anni di storia Khmer, la Cambogia è stata governata da una serie di re indù con, occasionalmente, qualche sovrano di fede buddhista come ad esempio Jayavarman I di Funan, Jayavarman VII (il qual divenne un esponente del Mahayana) e Suryavarman I. Una gran varietà di tradizioni buddhiste esisteva pacificamente in cooperazione in tutta la terra cambogiana, sotto gli auspici tolleranti dei re indù e del vicino regno dei Mom Theravada.

## Storia

### Prime possibili missioni
Fonti non confermate affermano che missionari cingalesi provenienti da Ceylon e mandati dal re Ashoka introdussero il buddismo nel sudest asiatico durante il III secolo a.C. Varie sette buddhiste rimasero in concorrenza col brahmanesimo e le forme religiose dell'animismo indigeno per quasi tutto il successivo millennio; durante questo periodo la cultura dell'India è molto influente.

### Funan
Il regno del Funan, fiorente tra il 100 a.C. e il 500 d.C. era indù, con i vari sovrani che sponsorizzavano il culto di Visnù e di Shiva, Il buddismo era già presente nel Funan come religione secondaria in quest'epoca; anche se cominciò ad affermare fattivamente la propria presenza da circa il 450 in poi ed è stato osservato dal viaggiatore cinese nonché monaco buddhista Yìjìng verso la fine del VII secolo.
Due monaci buddhisti provenienti dal Funan, chiamati Mandrasena e Saṃghabara, presero la via della Cina - rimanendovi vi residenti - nel V e VI secolo, col compito di tradurre vari sutra buddhisti dalla lingua sanscrita al cinese. Tra questi testi vi è anche la raccolta dei Prajñāpāramitā Sūtra del buddismo Mahāyāna, tradotta separatamente da entrambi i monaci; tali testi vedono il bodhisattva detto Mañjuśrī quale figura rilevante e di maggior spicco.

### Chenla
Il regno di Chenla sostituì il Funan verso il 500 e duro all'incirca poco più di due secoli. La fede buddhista si è trovata durante questo periodo ad essere indebolita, ma è sopravvissuta, da come si può vedere dalle iscrizioni di Sambor Prei Kuk (626) e da quelle rinvenute a Siem Reap (791), che hanno a che fare con l'erezione di statue dedicate ad Avalokiteśvara.
Certa statuaria pre-Angkor, nella regione del delta del Mekong, indica l'esistenza in tutta la regione circostante della scuola buddhista Sarvāstivāda. Il chiaro stile Khmer nelle immagini del Buddha abbonda soprattutto nel corso del periodo 600-800. Molte delle immagini di bodhisattva Mahāyāna risalgono anch'esse a questo periodo e molto spesso si trovano accanto ad altre raffigurazioni prevalentemente indù, rappresentanti specialmente Shiva e Vishnu.
Un'iscrizione proveniente dal tempio di Ta Prohm, nella provincia di Siem Reap, e datato a circa il 625 afferma che il Buddha, il Dharma e il Sangha sono largamente fiorenti.

### Angkor
Il passaggio dalla regalità divina indù a quella del re bodhisattva Mahayana è stato con tutta probabilità un percorso graduale ed impercettibile. Le tradizioni di fede prevalenti nell'induismo, quella Vaishnava e quella dello Shivaismo, ha dato nel contempo modo al culto di Gautama Buddha e del bodhisattva Avalokitesvara.
Il regno buddhista di Sailendra ha esercitato la propria sovranità sopra la Cambogia, come uno stato vassallo, durante la fine dell'VIII e l'inizio del IX secolo. Il re Jayavarman II (802-69), il primo autentico sovrano Khmer del regno di Angkor, si proclamò re-dio identificandosi con Shiva; purtuttavia egli era anche sempre più amichevole nei confronti del buddismo, tanto che lo sostenne e la sua influenza s'ampliò per tutto il suo regno. La scuola Mahayana ebbe a consolidarsi sempre più sotto il suo impero: la forma che si è così propagata nelle terre Srivijaya era del tutto simile a quella del buddismo bengalese della dinastia Pala e di quello proveniente dall'università di Nālandā nell'India settentrionale.

### Suryavarman I
L'imperatore Suryavarman I (1006-1050) viene considerato come tra i più grandi dei re buddhisti, con l'eccezione di Jayavarman VII. Le sue origini non sono chiare, ma vi è la prova che iniziò la propria carriera di governante nel nordest del territorio cambogiano; egli giunse al trono dopo un periodo di controversie fra pretese rivali al trono Khmer

### Jayavarman VII
Jayavarman VII (1181-1215), il più significativo re Khmer buddhista, ha lavorato instancabilmente per stabilire la propria come la religione di stato di Angkor 

### Declino di Angkor ed emergere della scuola Theravada
Dopo il XIII secolo il buddismo Theravada divenne la religione di stato della Cambogia.